# Anthessius discipedatus
Anthessius discipedatus is een eenoogkreeftjessoort uit de familie van de Anthessiidae. De wetenschappelijke naam van de soort is voor het eerst geldig gepubliceerd in 1976 door Humes.